# بيير سانت جان
بيير سانت جان هو سياسي كندي، ولد في 23 سبتمبر 1833 في أوتاوا في كندا، وتوفي بنفس المكان في 6 مايو 1900. حزبياً، نشط في الحزب الليبرالي الكندي. وقد انتخب عضو مجلس العموم الكندي.